# Élection présidentielle iranienne de 2005
L'élection présidentielle iranienne de 2005, la neuvième élection présidentielle de l'histoire iranienne, a eu lieu sur deux tours, les 17 et 24 juin 2005.
L'élection a mené à la victoire de Mahmoud Ahmadinejad, le maire conservateur de Téhéran, avec 19,43 % des votes au premier tour et 61,69 % au second tour. Le taux de participation a été de 60 %.
Mohammad Khatami, président sortant d'Iran, a quitté ses fonctions le 2 août 2005, après avoir effectué deux mandats consécutifs.
Le premier tour de l’élection a été très serré avec des différences minimes dans le nombre des voix gagnées par chaque candidat. Le deuxième tour s'est tenu entre l'ex-président Akbar Hashemi Rafsanjani et Ahmadinejad. Les candidats étaient sept à s'affronter au premier tour, alors que plus de 1 000 candidats ont été disqualifiés par le conseil des gardiens (qui a le pouvoir de mettre  son veto à tous les candidats à des postes élus). Rafsandjani, qui était le favori, a été battu au second tour par Ahmadinejad. Le candidat réformiste Mostafa Mo'in a fini à la quatrième place du premier tour.

## Résultats

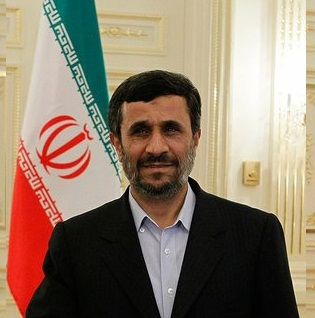
Mahmoud Ahmadinejad, le gagnant de l’élection de 2005 et le nouveau président d’Iran

|                          |                          |                          | Premier tour | Premier tour | Second tour | Second tour |
| ------------------------ | ------------------------ | ------------------------ | ------------ | ------------ | ----------- | ----------- |
| Votants                  | Votants                  | Votants                  | 29 400 857   |              | 27 959 253  |             |
|                          |                          |                          |              |              |             |             |
| Bulletins enregistrés    | Bulletins enregistrés    | Bulletins enregistrés    | 29 400 857   |              | 27 959 253  |             |
| Bulletins blancs ou nuls | Bulletins blancs ou nuls | Bulletins blancs ou nuls | 1 224 882    | 4,17 %       | 627 770     | 2,25 %      |
| Suffrages exprimés       | Suffrages exprimés       | Suffrages exprimés       | 28 175 975   | 95,83 %      | 27 331 483  | 97,75 %     |
|                          |                          |                          |              |              |             |             |
|                          | Candidat                 | Parti                    | Suffrages    | Pourcentage  | Suffrages   | Pourcentage |
|                          | Akbar Hashemi Rafsanjani | Sans étiquette           | 6 211 937    | 22,05 %      | 10 046 701  | 36,76 %     |
|                          | Mahmoud Ahmadinejad      | Sans étiquette           | 5 711 696    | 20,27 %      | 17 284 782  | 63,24 %     |
|                          | Mehdi Karroubi           | Sans étiquette           | 5 070 114    | 17,99 %      |             |             |
|                          | Mostafa Mo'in            | Sans étiquette           | 4 095 827    | 14,54 %      |             |             |
|                          | Mohammad Ghalibaf        | Sans étiquette           | 4 083 951    | 14,49 %      |             |             |
|                          | Ali Larijani             | Sans étiquette           | 1 713 810    | 6,08 %       |             |             |
|                          | Mohsen Mehralizadeh      | Sans étiquette           | 1 288 640    | 4,57 %       |             |             |